# Robert Maistriau
Robert Maistriau (geb. 13. März 1921 in Ixelles; gest. 26. September 2008 in Woluwe-Saint-Lambert) war ein belgischer Widerstandskämpfer. Für seine Teilnahme am Überfall auf den 20. Deportationszug nach Auschwitz wurde er von Yad Vashem als Gerechter unter den Völkern ausgezeichnet.

## Leben
Der Vater von Robert Maistriau, ein Militärarzt, beendete den Ersten Weltkrieg als General. Er riet seinem Sohn Deutsch zu lernen, „weil das die Sprache unserer Feinde ist“. Dieser immatrikulierte sich 1939 an der medizinischen Fakultät der Freien Universität Brüssel (ULB).

### Zweiter Weltkrieg

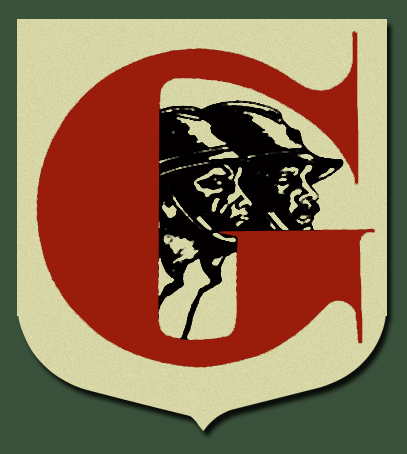
Wappen der Groupe G

1942 war Robert Maistriau als leitendes Mitglied der Groupe G („Groupe général de sabotage de Belgique“, Allgemeine Sabotagegruppe Belgiens), Teil der belgischen Résistance, für die landesweite Rekrutierung verantwortlich. Nachdem er von seinem Schulfreund Youra Livchitz zusammen mit Jean Franklemon angeworben worden war, verübten sie zu dritt am 19. April 1943 bei Boortmeerbeek den Angriff auf den 20. Deportationszug nach Auschwitz, der 1618 Juden vom SS-Sammellager Mechelen nach Auschwitz-Birkenau transportieren sollte. Am Tag darauf wäre er beinahe verhaftet worden, wurde jedoch von einer Nachbarin gewarnt und konnte sich verstecken. Am 15. Januar 1944 beteiligte er sich an der Sabotageaktion La grande coupure. Dabei wurden in ganz Belgien 28 Hochspannungsmasten gesprengt, was im überwiegenden Teil des Landes zu einem Stromausfall führte und den Industrieanlagen im Ruhrgebiet beträchtlichen Schaden zufügte. Tags darauf wurde er verhaftet, blieb aber unbewacht in einem Hotel und konnte nach Chiny flüchten. In der Groupe G rekrutierte er anschließend hauptsächlich Mitglieder aus den belgischen Ardennen. 
Am 21. März 1944 wurde er wiederum verhaftet, ins Fort Breendonk und dann ins KZ Buchenwald verbracht, wo er über ein Jahr blieb. Anfang April 1945 gelangte er über Ellrich und Harzungen, zwei Außenlager des KZ Dora-Mittelbau, nach Bergen-Belsen, wo er am 15. April 1945 von britischen Truppen befreit und auf einem Lastwagen nach Turnhout in Belgien zurückgebracht wurde. Bei seiner Befreiung wog er 39 kg.

### Nachkriegszeit
Im September 1945 trat er in den Dienst der belgischen Staatssicherheit und löste die Groupe G auf. 1949 zog er in den Belgisch-Kongo nach Feshi, 200 Kilometer von Kikwit entfernt. Hier blieb er 40 Jahre, betrieb zunächst Viehzucht und pflanzte dann mit Samen aus der ganzen Welt 200 Hektar Wälder in einem Savannengebiet. 1989 kehrte er nach Belgien zurück und ließ sich in Woluwe-Saint-Lambert nieder, wo er im September 2008 starb. Im März 2011 wurde die Stiftung Robert Maistriau gegründet, die sein Werk im Kongo fortsetzt.

## Auszeichnungen

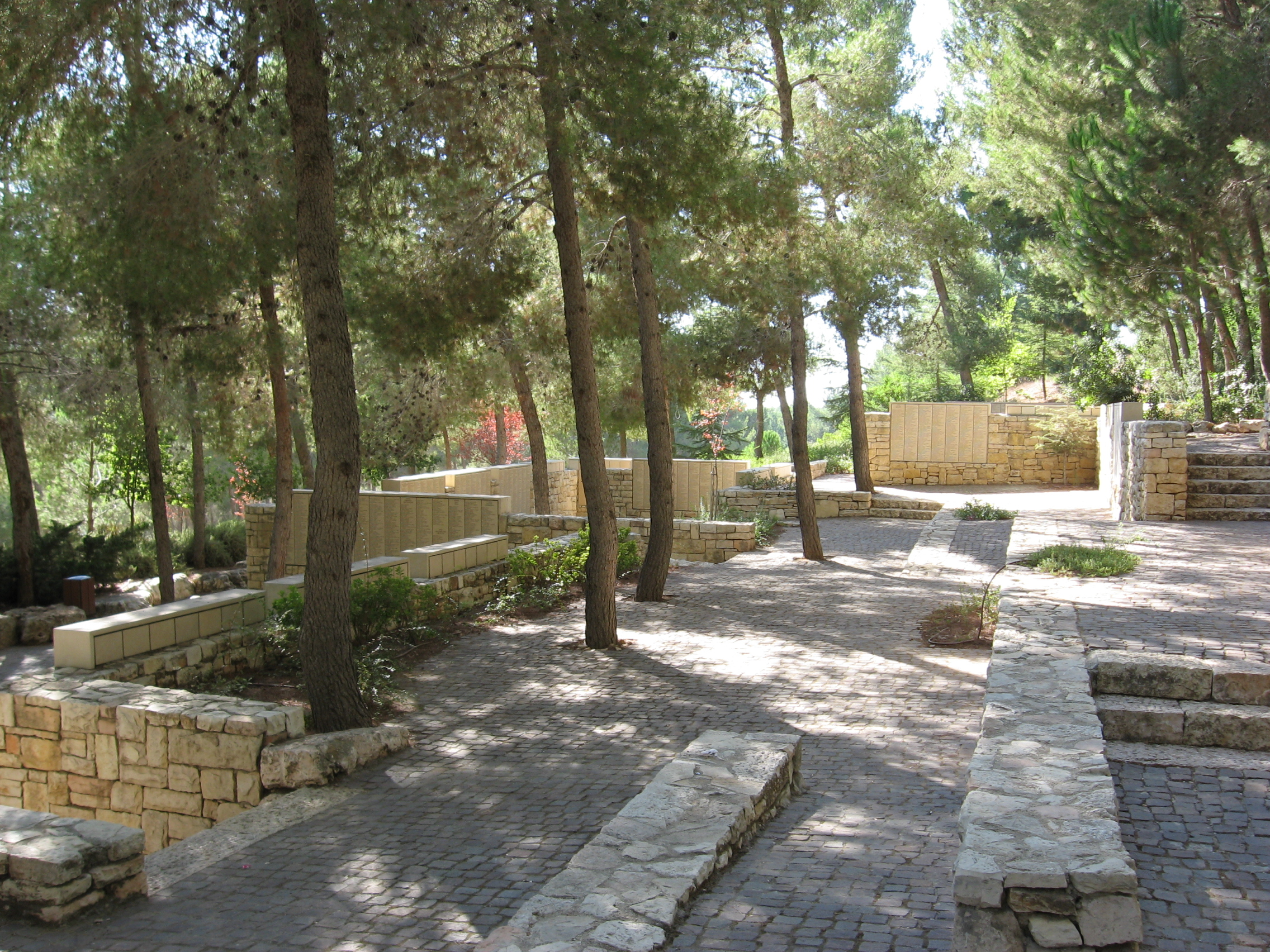
Der Garten der Gerechten unter den Völkern

- 31. August 1994: Gerechter unter den Völkern[3]
- 2005: Ehrendoktor der Freien Universität Brüssel[4]
- 2008: Einen Monat vor seinem Tod wurde er Ehrenbürger seiner Wohngemeinde Woluwe-Saint-Lambert, in der im Dezember 2008 eine Schule nach ihm benannt wurde.[5]
- 2011: Neben der Stiftung im Kongo wurde in Feshi auch eine Schule nach ihm benannt.